# Claude Augé
Claude Augé  (* 31. Oktober 1854 in L’Isle-Jourdain (Gers); † 22. Juli 1924 in Fontainebleau) war ein französischer Verleger und Lexikograf.

## Leben und Werk
Augé war zuerst Volksschullehrer. Er heiratete eine Verwandte von Pierre Larousse, trat in das Verlagshaus Larousse (Éditions Larousse) ein und wurde einer der Direktoren. Er schrieb selbst erfolgreiche Schulbücher  (für Musik, Französisch und Geschichte). Augé leitete berühmt gewordene Projekte enzyklopädischer Wörterbücher, darunter den Nouveau Larousse illustré in 7 Bänden (Paris 1897–1904, Supplement 1907), sowie das erfolgreichste französische Wörterbuch aller Zeiten, den Petit Larousse illustré (jährliche Neuausgabe seit 1905), ferner den zweibändigen Larousse pour tous (1907–1908, weitere Auflage 1922 u. d. Titel Larousse universel) und die sehr erfolgreiche Kurzausgabe des Petit Larousse unter dem Titel Larousse élémentaire illustré. Claude Augé führte die französische Lexikografie aus den Befangenheiten des 19. Jahrhunderts in die moderne Welt hinüber. 1920 übertrug er seine Rolle im Verlag auf seinen Sohn Paul Augé.

In L’Isle-Jourdain (Gers) trägt eine Straße seinen Namen.

## Weitere Werke
- Le Livre de musique, Paris 1889, zuletzt 1954
- Grammaire enfantine, Paris 1890
- Premier Livre de grammaire, Paris 1890; Deuxième Livre de grammaire. Troisième livre de grammaire, Paris 1892